# Rio Bucovel
O Rio Bucovel é um rio da Romênia afluente do Rio Teleajen, localizado no distrito de Prahova.